# Pepi II
Pepi II fou el cinquè faraó de la dinastia VI de l'antic Egipte, que va regnar durant més de 60 anys al segle XXII aC (vers 2170-2100 aC).
El seu nom d'Horus fou Netjerikhau ('Aparició divina'), el seu nom Nebti fou Netjerikhawnebti; el seu nom d'Horus d'or fou Biknubsekhem ('El falcó daurat és poderós'); el seu nom Sa Ra fou Neferkare ('L'ànima de Re és bonica'), que és el nom amb què apareix a les llistes de reis; i el seu nom de naixement fou Pepi. Manethó li diu Phiops i dona per al seu regnat un període de 94 anys, mentre que el papir de Torí en dona 90. Els egiptòlegs moderns no dubten a donar-li almenys 60 o 70 anys.
Va succeir al seu germanastre Merenre I. Com que la mare de Merenre i la de Pepi II eren germanes, ambdós eren també cosins. A més a més, Merenre, en casar-se en segones noces amb la mare de Pepi II, va esdevenir el seu padrastre. Pepi II, uns anys després, es va casar amb una filla de Merenre, així que, si Merenre hagués viscut, també hagués estat el seu sogre.
Com que era molt jove quan va accedir al poder, aproximadament 6 anys, es creu que hi devia haver una regència formada per la seva mare Ankhnesmerire II i el germà d'aquesta, Djau, que després fou visir.
Es va casar almenys amb quatre dones: Nieth (filla de Merenre), Ankhnespepi, Udjebten i Ipuit, totes elles encarnació de la deessa Hathor. L'any 2007 arqueòlegs francesos van descobrir la piràmide d'una reina desconeguda anomenada Behenu, que probablement fos també esposa de Pepi II. Pel que fa a la seva descendència, a aquest faraó només se li coneix un fill, Merenre II, i una filla, Nitokris, casada amb son germà.
A aquesta època, correspon el famós governador d'Elefantina Harkhuf, que va efectuar una expedició a Núbia i va arribar al Regne de Iam. Se sap que el governador va portar un nan a Elefantina i el faraó li va demanar que el vigilés i l'atengués en tot durant les 24 hores del dia perquè el volia veure.
Pepi II, tot i el llarg regnat, no va aturar la decadència del poder central ni l'enfortiment dels poders territorials. Potser, al capaltard de la seva vida, ja vell i amb poca capacitat de decisió, els senyors territorials van assolir una virtual independència i van ignorar l'administració central per les taxes, cosa que va fer que, al final del regnat, ja no es pogués parlar d'un poder central, sinó d'un poder territorial més amb seu a Memfis. En aquesta època, es va establir o restablir la divisió administrativa entre el Baix Egipte i l'Alt Egipte, amb un visir per cada govern, però no va servir de res. El canvi de clima també va accentuar la desertització i va fer minvar les collites; les crescudes del Nil no degueren ser bones, i fins i tot hi va haver problemes amb els asiàtics, segurament al Sinaí o sud de Palestina.
Com a monument més destacat del seu regnat, hi ha la capella de [Qa] a Abidos, que sembla que li correspon. S'ha trobat una estàtua d'alabastre del faraó, quan era molt jove, al seu temple funerari; i una estàtua de calcita amb la seva mare. Tot i la joventut del faraó, ja porta els signes reials, cosa que confirma que va arribar molt jove al tron.
Es va trobar també un relleu en una pedra de Coptos amb el seu nom, i cinc decrets a Abidos, Guiza i Coptos (aquí, tres decrets). Es va trobar un altre decret relatiu a les festes de Sed; una inscripció al temple mortuori d'Ipuet II (filla de Merenre I), i inscripcions a les tombes de Djau a Abidos i d'Ibi a Deir al-Gabrawi. Alguns petits objectes també porten el seu nom i s'han trobat en diversos llocs, inclòs Biblos.
El seu monument funerari és a Saqqara sud, prop de la piràmide de Shepseskaf, i prop de les piràmides del seu pare i el seu germà. La piràmide es va dir la piràmide establerta per a la vida. Tres de les seves dones van ser enterrades a les piràmides subsidiàries properes. La piràmide fou examinada per Perring vers el 1837, que hi va trobar un sarcòfag de granit fosc, però no hi havia cap mòmia. El monument és considerat pobre, tant en el treball com en la decoració, cosa que, donada la llargada del regnat, només es pot atribuir a la manca de mitjans.
El va succeir el seu fill Merenre II.